# Ленінградський (Новосибірська область)
Ленінградський (рос. Ленинградский) — селище у Краснозерському районі Новосибірської області Російської Федерації.
Входить до складу муніципального утворення Казанацька сільрада. Населення становить 139 осіб (2010).

## Історія
Згідно із законом від 2 червня 2004 року органом місцевого самоврядування є Казанацька сільрада.

## Населення
| 2002 | 2007 | 2010 |
| ---- | ---- | ---- |
| 197  | ↘193 | ↘139 |